# Argiope lobata
Argiope lobata là một loài nhện trong họ Araneidae. Loài này phân bố ở Zimbabwe.
Loài này thuộc chi Argiope. Argiope lobata được miêu tả năm 1772 bởi Pallas.

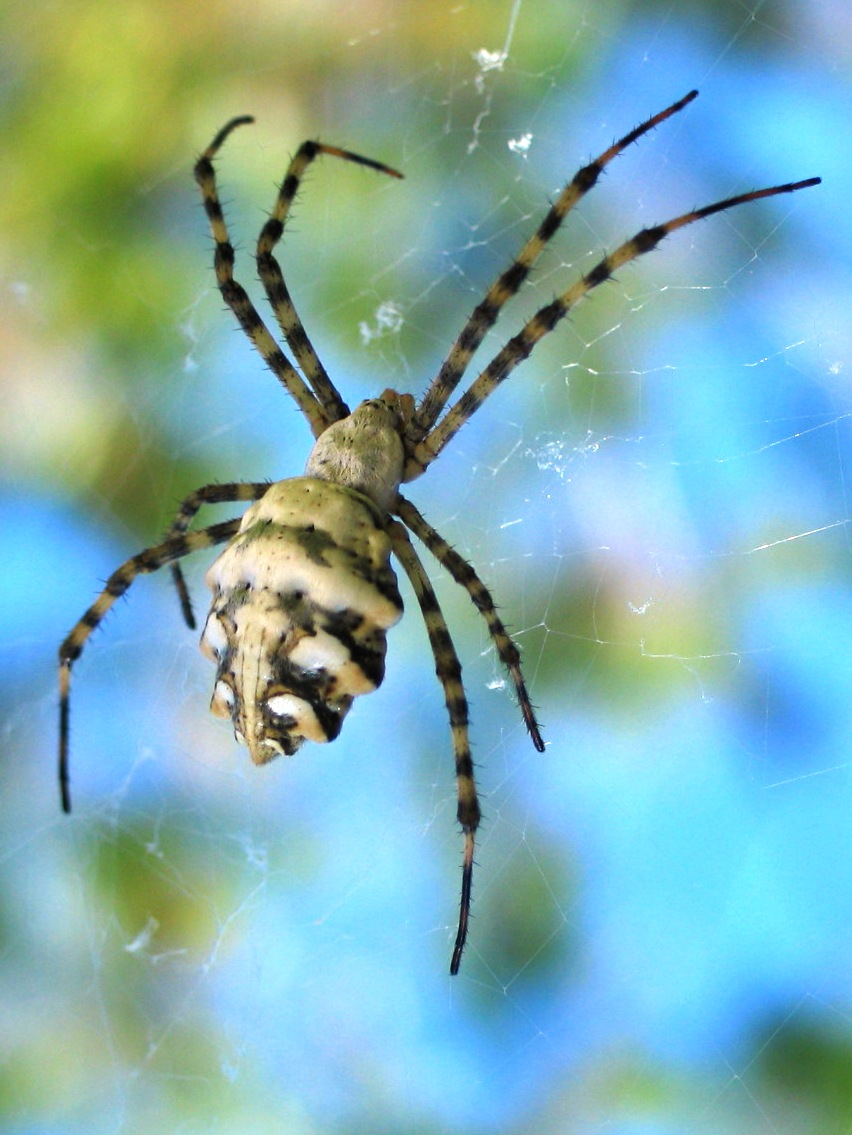
Argiope lobata